# Tharmare
Tharmare – gaun wikas samiti w zachodniej części Nepalu w strefie Rapti w dystrykcie Salyan. Według nepalskiego spisu powszechnego z 2011 roku liczył on 1660 gospodarstw domowych i 9090 mieszkańców (4650 kobiet i 4440 mężczyzn).